# Grote Markt (Amberes)

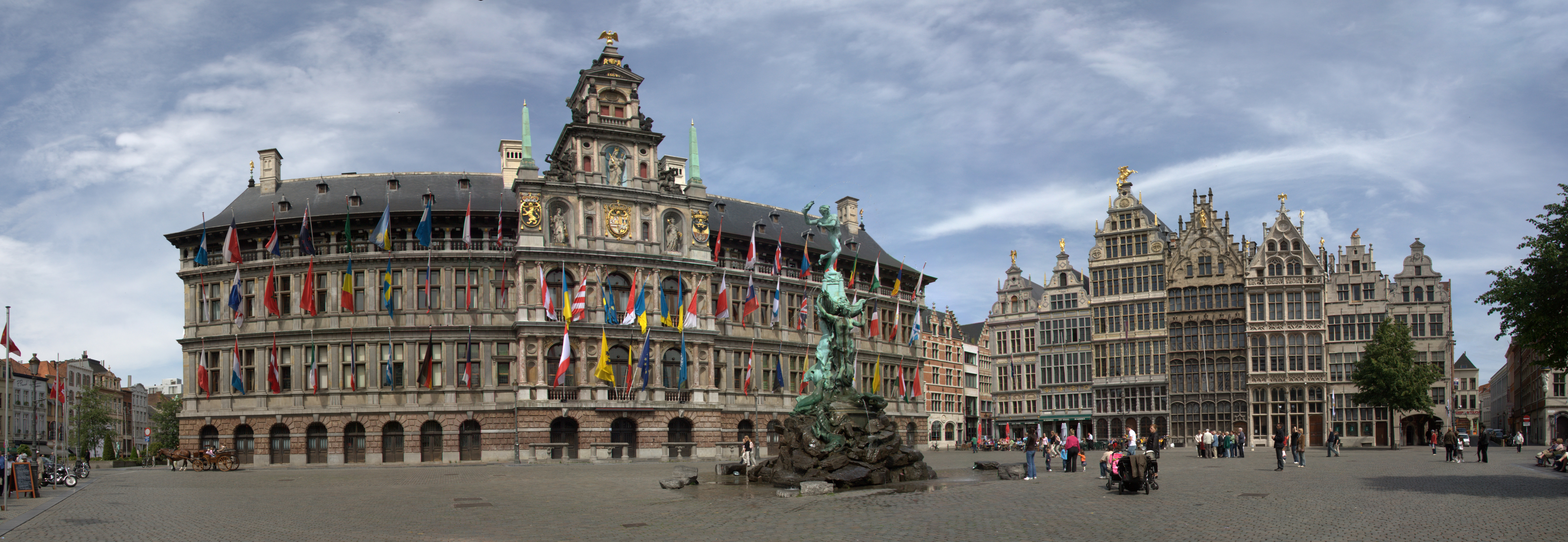
Vista panorámica de la Grote Markt de Amberes

El Grote Markt ("Gran Plaza del Mercado") de Amberes es una plaza situada en el corazón del casco antiguo de la ciudad. Está lleno de numerosas casas de gremios del siglo XVI, muchos restaurantes y cafés. Situado a poca distancia del río Escalda, alberga un mercado navideño y una pista de hielo en invierno.
Entre las principales atracciones se destacan el ayuntamiento de la ciudad y la Fuente de Brabo, alusiva a una leyenda de la ciudad.